# Lonhe
Lonhe, anteriormente Lonhe-Quipaze, é uma vila e comuna angolana que se localiza na província de Cuanza Sul, pertencente ao município da Quibala.